# 15238 Hisaohori
15238 Hisaohori este un asteroid din centura principală de asteroizi.

## Descriere
15238 Hisaohori este un asteroid din centura principală de asteroizi. A fost descoperit pe 2 februarie 1989 la Geisei de Tsutomu Seki. Asteroidul prezintă o orbită caracterizată de o semiaxă mare de 2,28 ua, o excentricitate de 0,08 și o înclinație de 3,9° în raport cu ecliptica.